# Барабан-коба
Барабан-коба (также Даулджи-коба) 44°35′47″ с. ш. 33°48′33″ в. д. — устоявшееся название двухъярусного пещерного комплекса XIV—XVIII века на мысе Тешкли-бурун Мангупа, одной из частей средневекового пещерного монастыря времени княжества Феодоро. Самые известные и популярные пещеры Мангупа. Представляет собой остатки большого и сложного комплекса пещерных сооружений, первоначально — оборонительного назначения. Название возникло среди путешественников-туристов из-за звуков, похожие на барабанные, при стуке по столбу-колоне в самой большой пещере комплекса; также известна тем, что дала название самому мысу Тешкли-бурун — Дырявый мыс, из-за сквозного отверстия, образовавшегося в пещере верхнего яруса в результате обрушения слишком тонких внешних стен.

По предположениям современных исследователей из Мангупской экспедиции, во времена расцвета княжества Феодоро, Барабан-коба была частью пещерного монастыря на оконечности мыса Тешкли-бурун. Первое подробное описание пещер оставил Пётр Симон Паллас, побывавший в Барабан-кобе в 1794 году, которое дословно востроизвёл Пётр Кеппен в «Крымском сборнике»
…с северной стороны ведёт вниз наружная лестница, которою спускаешься в просторную каменнкю залу, длиною сажени три, а шириною в семь аршин, коея потолок поддерживается только четвероугольным столбом. При этой зале, с восточной стороны выдолблено два, а с полуденной три кабинета с порядочными входами. С западной стороны два входа ведут к боковой комнате, коего стены состоят из того же цельного камня, и которой длина составляет три, а ширина не поные две сажени. … Отсюда можно выйти другими дверьми к северу на уступ скалы…
Пещеры в 1833 году посетил Дюбуа де Монпере, составивший приблизительный план и разрез нижнего помещения комплекса, который поместил в IV серии «Атласа к путешествию вокруг Кавказа, в Грузию, Армению и в Крым»

## Описание
Пещерный комплекс расположен на северной оконечности мыса Тешкли-бурун. Перед входом в пещеры сохранились остатки вытянутого с севера на юг вырубленного частично в скале помещения, в западном краю северной стены которого был сделан вход в первое пещерное сооружение комплекса, а в восточной сохранились остатки лестницы (две ступени, ещё две едва видны, остальные обвалились), ведущей на треугольную площадку над пещерами, по краям которой заметны следы постелей от бывшей когда-то каменной кладки: на площадке некогда была наземная постройка, вероятно башня. В северной части площадки сохранились остатки скальной лестницы также на площадку, расположенную ниже. Ниже на восемь ступеней под второй площадкой расположено верхнее помещение пещерного комплекса — четырёхугольная пещера с хорошо обработанными стенами, гладким полом (ныне сильно выветренный), дверным проёмом в северной части восточной стены и лестницей на нижний этаж в северо-западном углу, с четырёхугольной скальное колонной посередине. Из пещеры, которая, вероятно, служила дормиторием, пять дверных проёмов (два — в северной стене и три — в восточной) ведут в небольшие, почти прямоугольные камеры, предположительно, кельи, в которых вдоль одной из стен вырублены небольшие ниши-лежанки. В стене, обращённой на юг, две двери вели в большую пещеру (вероятно, трапезную), из которой, в свою очередь, имелся в западной стене выход на площадку над обрывом.

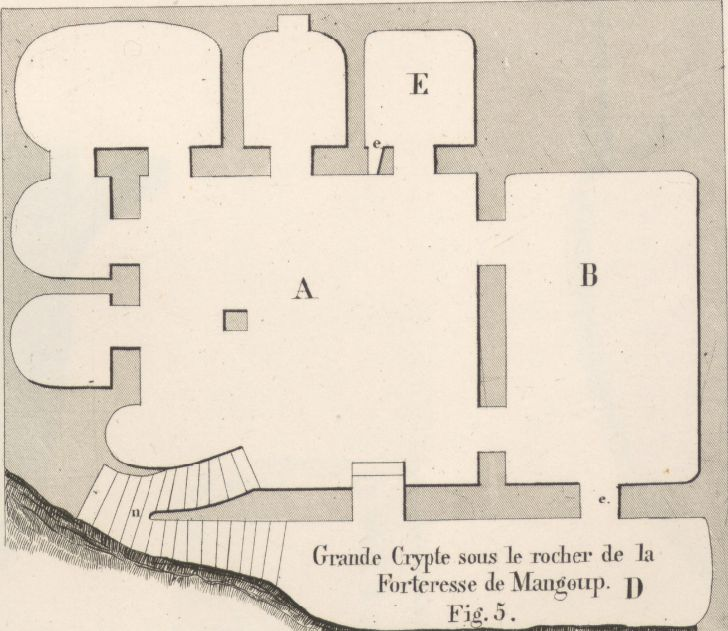
План пещеры Дюбуа де Монпере из «Атласа к путешествию вокруг Кавказа, в Грузию, Армению и в Крым», 1839 г.
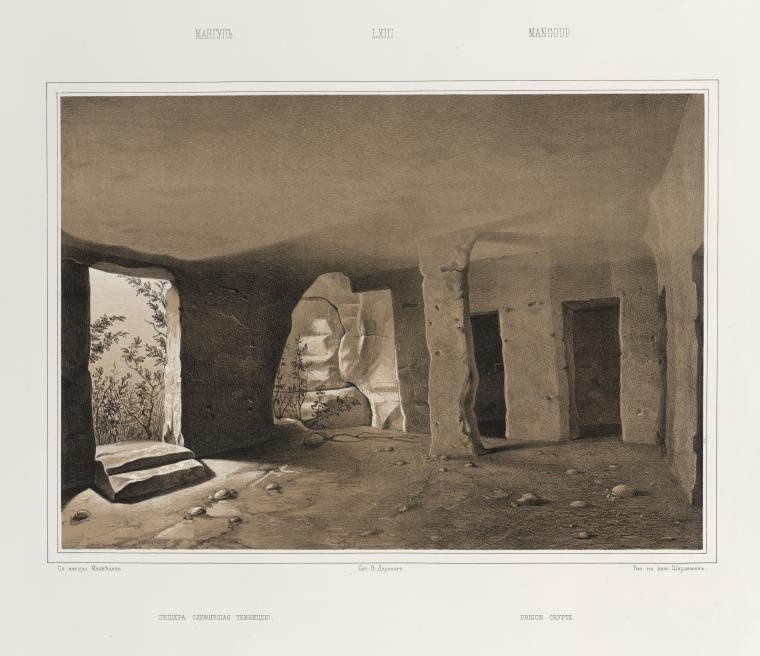
«Пещера, служившая темницей» Рисунок М.Б. Вебеля из альбома А. С. Уварова, 1853 г.
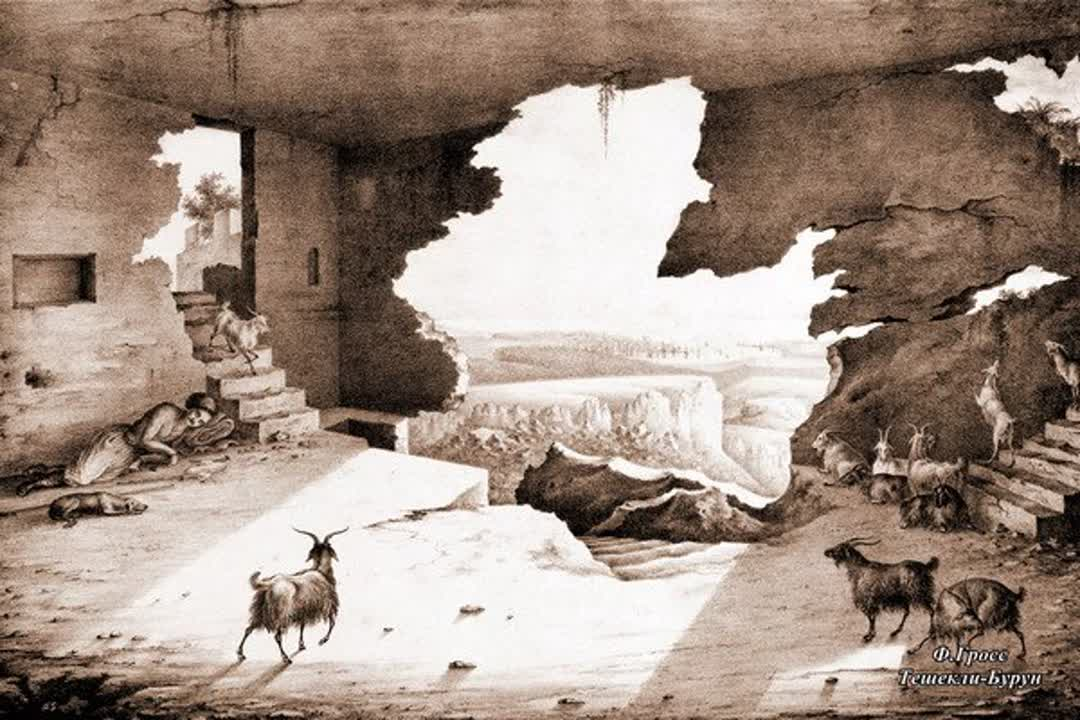
«Тешкли-бурун в Мангуп-кале». Литография Ф. И. Гросса, 1846 г.
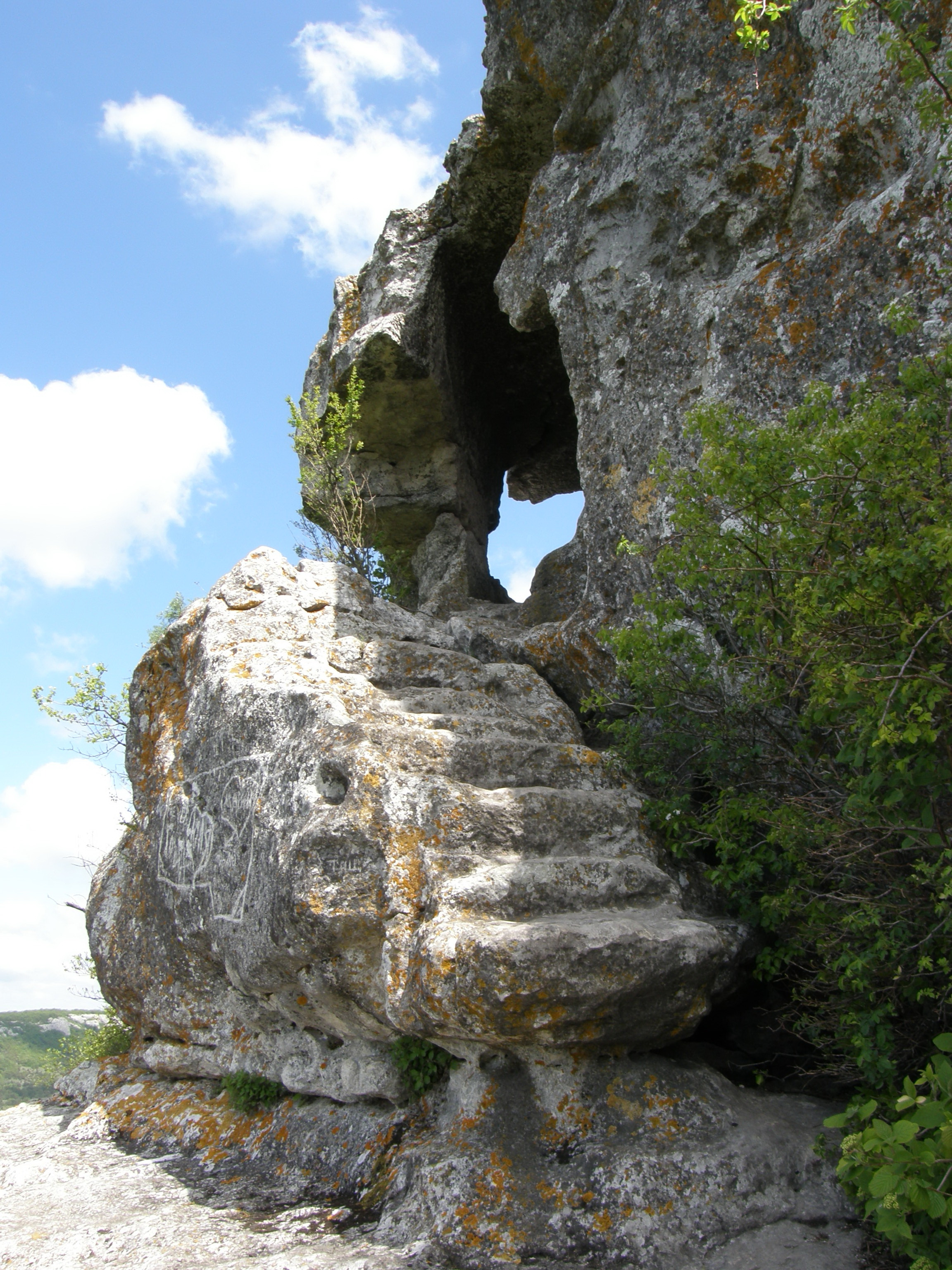
Лестница на нижний ярус пещер
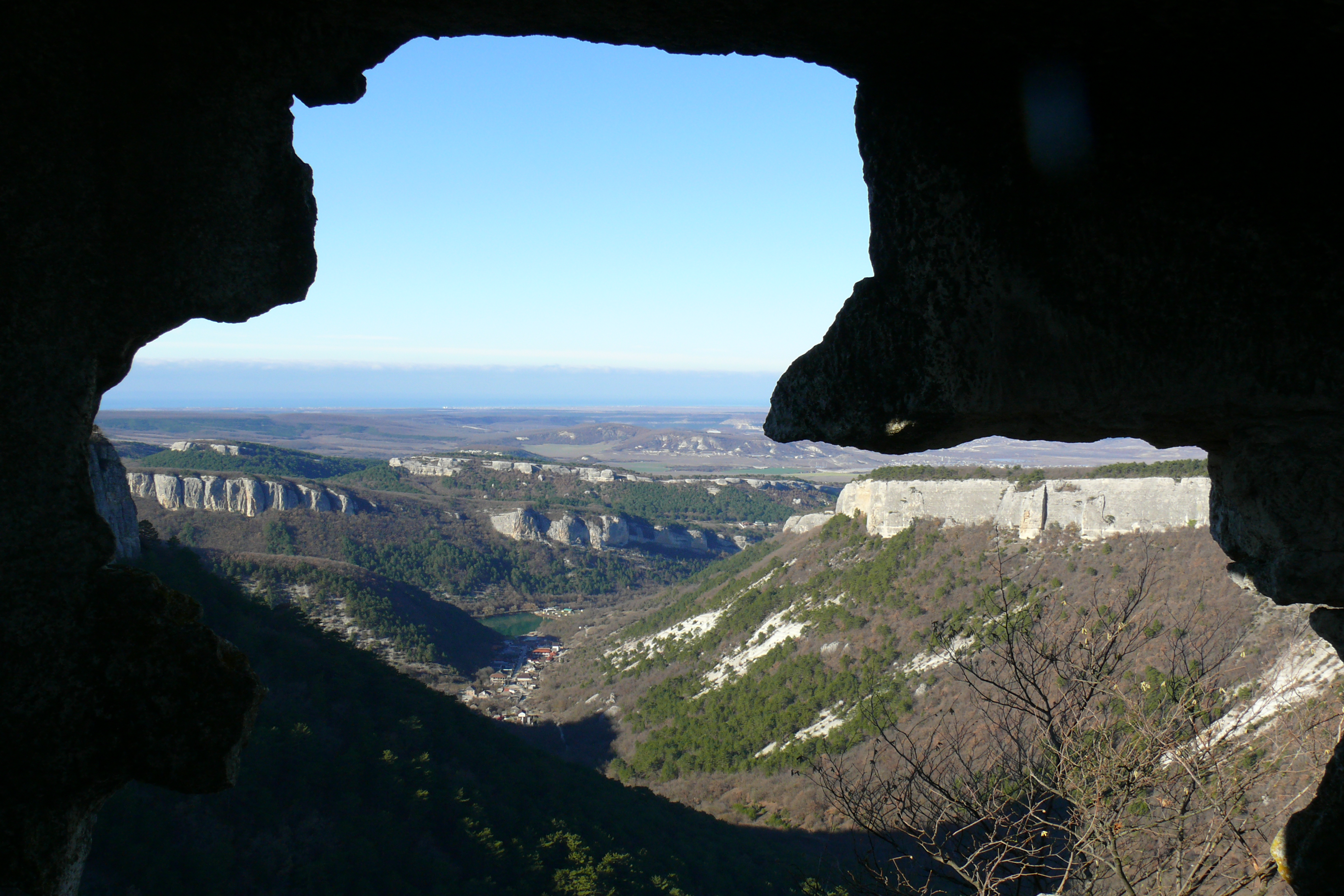
«Дыра» мыса Тешкли-бурун

## Мангупская тюрьма
О помещении, считающимся трапезной, долгое время ходила легенда, что именно здесь располагалась мангупская тюрьма, о которой упоминал Мартин Броневский
…сюда по варварской ярости ханов иногда ввергаются московские послы и жестоко содержатся…
и, якобы, именно в ней сидели Афанасий Нагой в 1569 году и Василий Грязной — с 1572 по 1577 год. Литературно-цветистое описание пещер составил В. Х. Кондараки в статье «Мангуп-кале» 1868 года, посчитав их жилым помещением некоего властелина (применяя обозначения горница и зал), келии назвал комнатами с каменными диванами. Также, со слов проводника, поведал о тюремном предназначении сооружения, которое показалось ему вполне возможным. В художественном очерке известного писателя Евгения Маркова «Древняя столица готов» из книги «Очерки Крыма: Картины крымской жизни, природы и истории» 1872 года, есть абзац, посвящённый пещере, в котором также звучит тема турецкой тюрьмы
Но всех поразительнее «Барабан-пещера», Даулджи-коба. Нос Тешкли-буруна, пробитый навылет, служит крайне живописным сходом в эту пещеру. Лестница то спускается под треснувшим сводом этой огромной щели, то лепится совсем сбоку скалы, вися, как гнездо ласточки, над пропастью. От ограды остались одни только ямки в камне, самые ступени слизаны и обглоданы временем, так что некоторых не видать. …названа так потому, что от удара кулаком в толстый известковый столб, поддерживающий свод её главной залы, раздается сильный звук, напоминающий барабан. Очевидно, это была тюрьма. Из главной залы низенькие проходы в целый ряд келий; в некоторых из них заметны пробои в каменных столбах для цепи или веревок
Как тюрьму, «где приковывались преступники в каждой камерке отдельно», описал пещеру в своём путеводителе 1914 года А. С. Башкиров.